# Benoît Langendries
Benoît Langendries (Tubeke, 29 november 1978) is een Belgisch politicus voor het cdH, sinds maart 2022 Les Engagés genaamd.

## Levensloop
Hij werd bankbediende bij ING en marketeer van de voetbalclub AFC Tubize.
Net als zijn vader Raymond werd hij politiek actief. In oktober 2000 werd hij voor de PSC provincieraadslid van Waals-Brabant en was toen het jongste provincieraadslid van de provincie. In juli 2004 zegde hij dit mandaat op om André Antoine op te volgen in het Waals Parlement en het Parlement van de Franse Gemeenschap. Hij bleef parlementslid tot in 2014.
In 2006 was hij kandidaat-gemeenteraadslid van Tubeke, maar mocht niet zetelen aangezien zijn vader er burgemeester was. Toen die in 2012 de politiek verliet, volgde Benoît hem op als gemeenteraadslid.
Na zijn parlementaire loopbaan werd Langendries bestuurder bij energiedistributiebedrijf ORES en in 2016 business generalist en data protection officer bij Brussels South Charleroi Airport.